# Phalacrichus diligens
Phalacrichus diligens är en skalbaggsart som beskrevs av Wooldridge 1982. Phalacrichus diligens ingår i släktet Phalacrichus och familjen lerstrandbaggar. Inga underarter finns listade i Catalogue of Life.